# Leptopa
Leptopa is een geslacht van insecten uit de familie van de drekvliegen (Scathophagidae), die tot de orde tweevleugeligen (Diptera) behoort.

## Soort
- L. filiformis Zetterstedt, 1838